# Sepia (color)

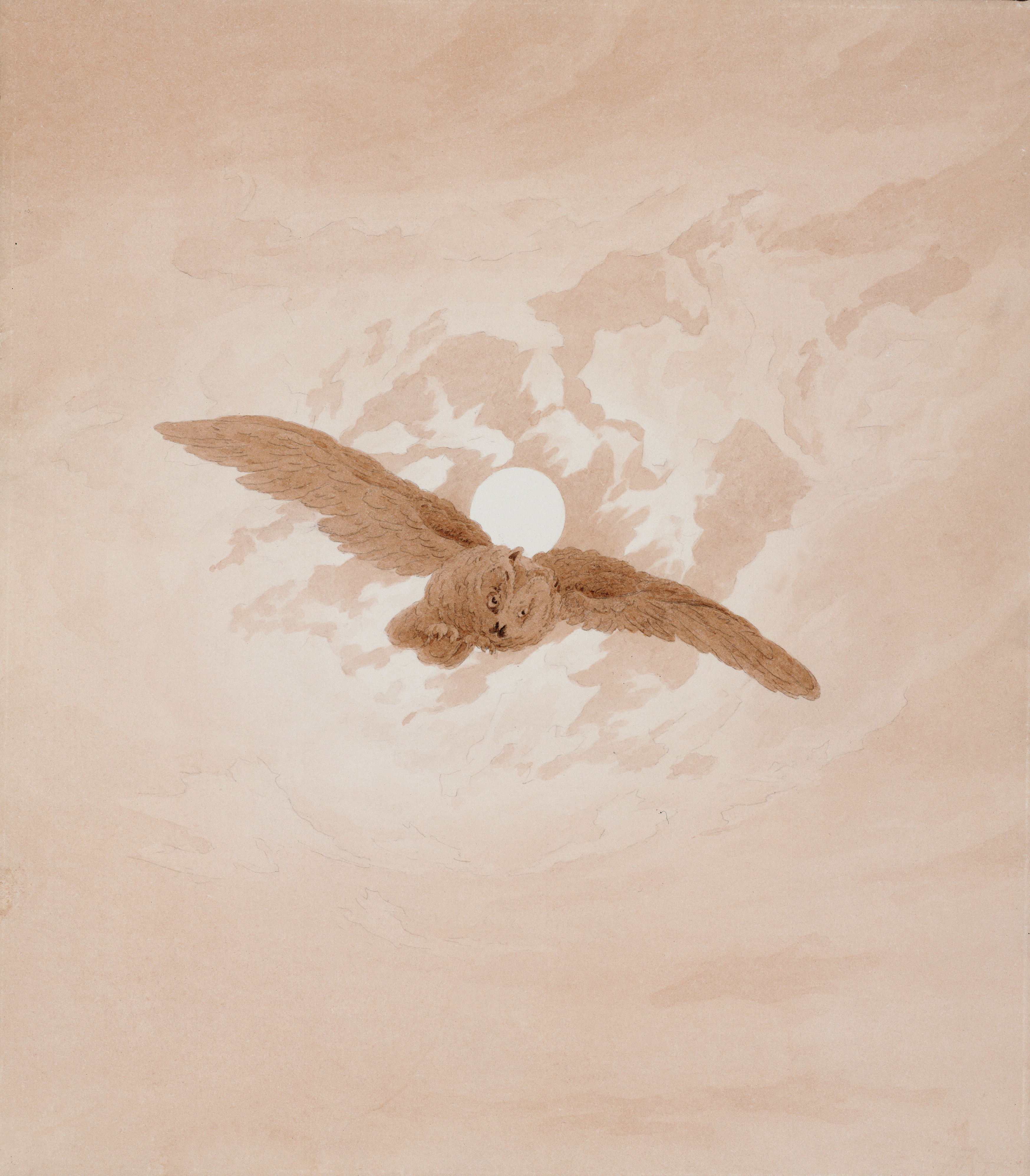
Búho volando contra un cielo iluminado por la luna, obra en sepia y lápiz de Caspar David Friedrich, c. 1836–37

Sepia, ocre sepia, o pardo sepía es un color marrón oscuro y de saturación débil, que corresponde a la coloración del pigmento obtenido de la tinta de la sepia o jibia, un cefalópodo marino similar al calamar. En el recuadro grande se da una muestra de la coloración específica de este pigmento. 
Históricamente, para la obtención del pigmento sepia se ha preferido a la sepia común (Sepia officinalis), que se pescaba en el mar Adriático y cuya tinta se utilizó al menos desde la antigüedad romana.
La «tinta» de la sepia es una secreción marrón negruzca que el animal retiene en un órgano especial en forma de bolsa. La expulsa en caso de amenaza con el fin de oscurecer el agua y confundir a sus depredadores. Contiene eumelanina pura, la cual es muy poco soluble en agua pero no así en alcohol, además, huele intensamente a pescado.

## Obtención y usos

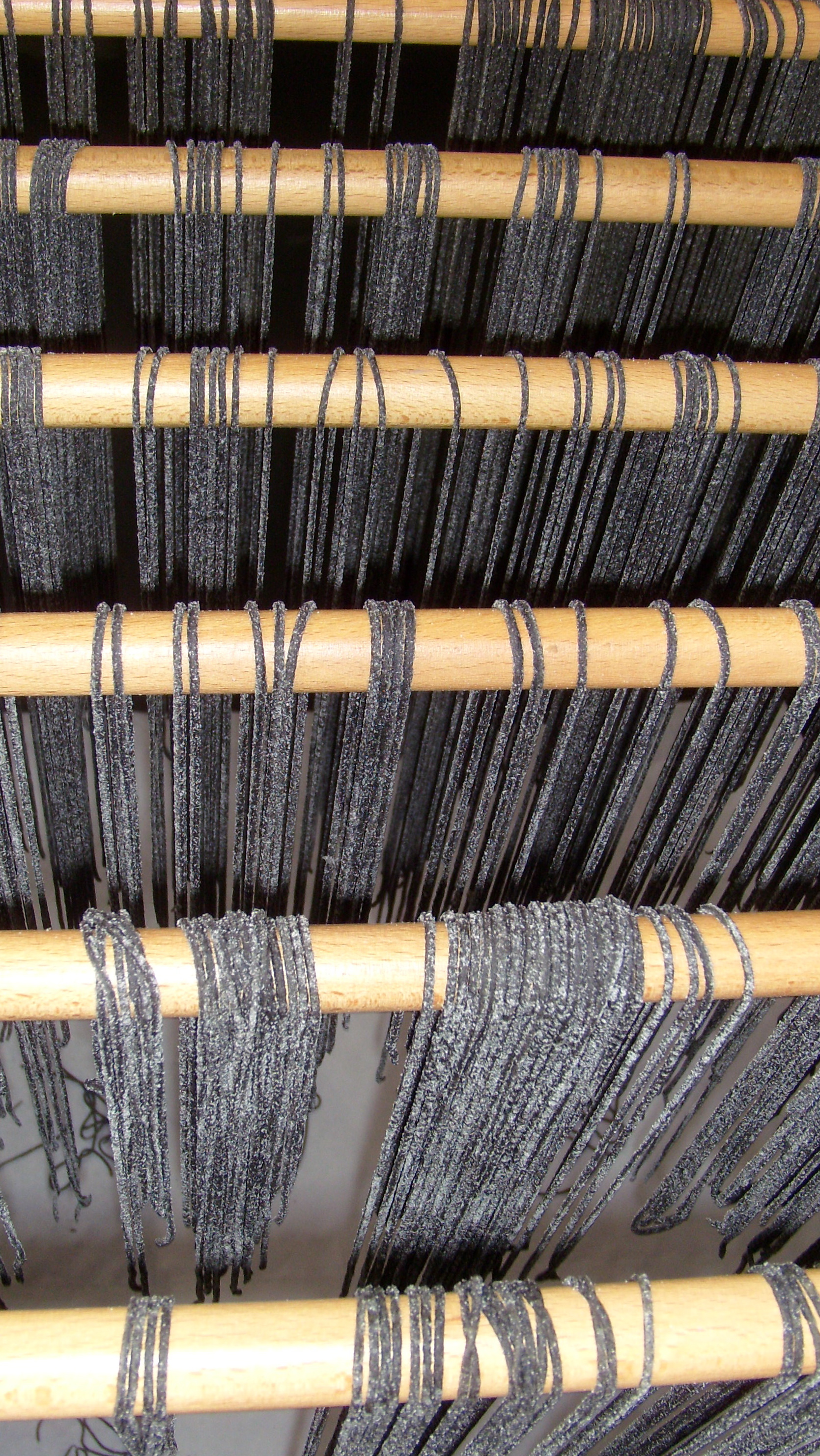
Espaguetis elaborados con tinta de sepia

### Para uso pictórico
Para obtener el pigmento, tras la pesca de la sepia —cuya carne es comestible— los sacos de tinta se ponen a secar al sol colgados de una cuerda (manera en la que luego es comercializada). Para pintar con este producto es posible desmenuzar las bolsas de tinta secas y mezclar el polvo pigmentado resultante con el medio pictórico que se desee emplear. Sin embargo, se consigue un color de mejor calidad con otro procedimiento tradicional, que consiste en hervir los sacos de tinta secos con amoníaco o álcali, con los que el pigmento se disuelve, separándose del receptáculo de la tinta. Luego se cuela para eliminar todo fragmento de tejido animal y se precipita con ácido clorhídrico en un filtro, tras lo cual se lava y se seca.
El pigmento de tinta de sepia es bastante resistente a la luz y se usa en acuarelas, para veladuras y como tinta. A partir del Renacimiento, su uso como tinta de dibujo fue particularmente popular, luego desde fines del siglo XVIII y a principios del siglo XIX desplazó en parte al bistre y a la tinta china como medio para realizar trabajos a la aguada.

### Para uso culinario
La tinta de sepia se usa también —sin ningún tratamiento previo a la cocción— en la cocina mediterránea, ya sea a modo de salsa o para colorear la pasta.

## Pigmentos sustitutos
Actualmente, el color sepia para pintura artística suele elaborarse con mezclas diversas de pigmentos orgánicos e inorgánicos que imitan la coloración del pigmento de tinta de sepia. Las pinturas comercializadas como «sepia» son rojas a rojo anaranjadas, de negruzcas a semioscuras y de saturación semineutra a débil. Debajo puede verse el aspecto de algunas coloraciones sepia pictóricas, puras y aclaradas con blanco. El «marrón sepia» se usa especialmente para pintar a la acuarela.
|            | Marrón sepia      | Sepia             | Sepia aclarado    |
| HTML       | #5C5343           | #524B3B           | #706340           |
| CMYK       | (75, 70, 75, 0)   | (80, 75, 80, 0)   | (65, 60, 80, 0)   |
| RGB        | (92, 83, 67)      | (82, 75, 59)      | (112, 99, 64)     |
| HSV        | (38°, 27 %, 36 %) | (42°, 28 %, 32 %) | (44°, 43 %, 44 %) |
| Referencia | [ 1 ]             | [ 1 ]             | [ 1 ]             |

En general, el color sepia se utiliza en acuarela, tinta, tizas y minas para el dibujo y la aguada.

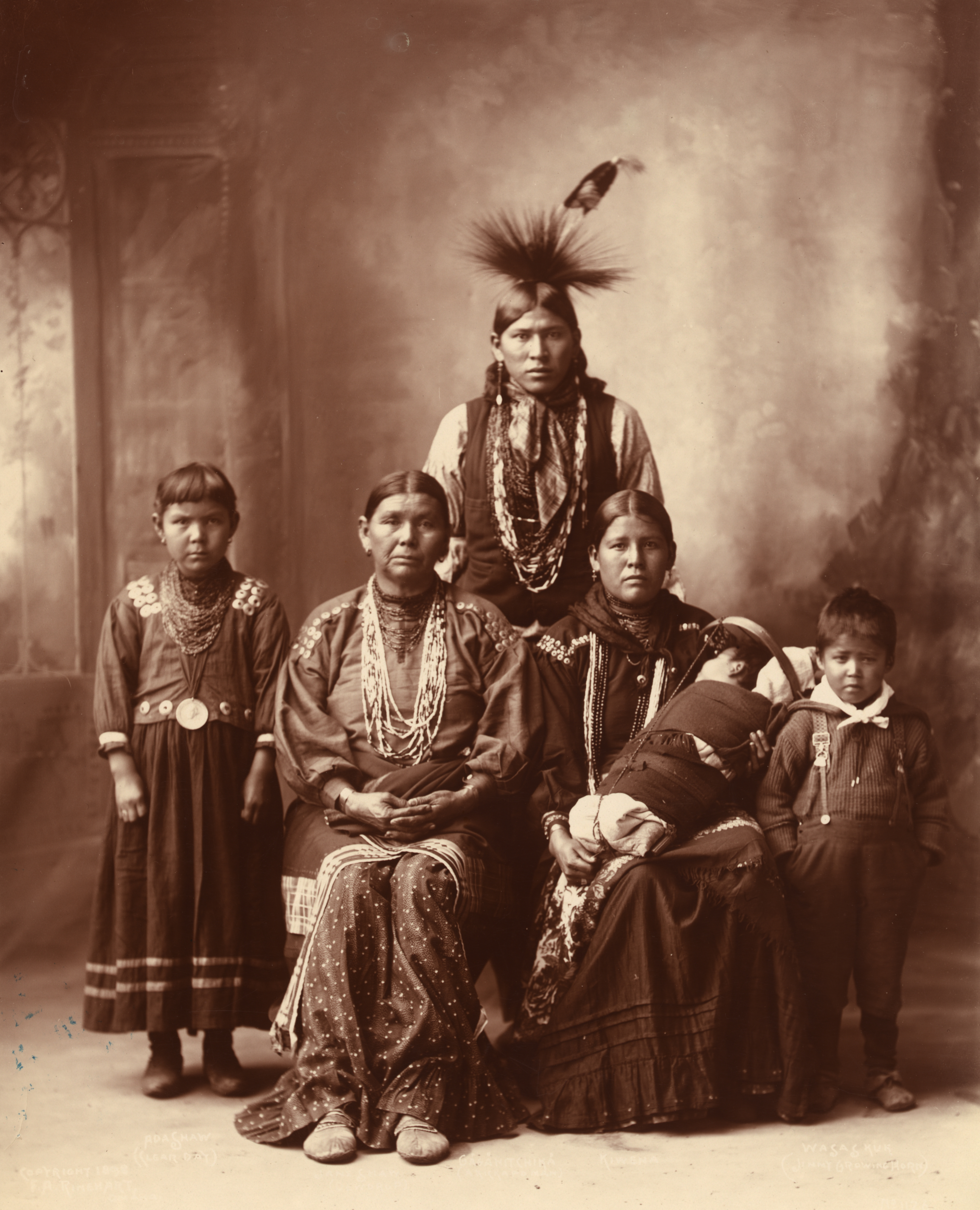
En esta fotografía de una familia de la cultura norteamericana nativa sauk, realizada por Frank Rhinehart en 1899, el virado a sepia pudo haber tenido la finalidad de preservar la imagen, ya que la temática es altamente testimonial

## Sepia fotográfico
El virado a sepia es un procedimiento fotográfico que consiste en sustituir los grises de una fotografía en blanco y negro por una tonalidad sepia. Esta técnica se ha usado desde los primeros años de la fotografía para mejorar la calidad estética de las fotos y también para estabilizar las imágenes, retardando su degradación.
Una fotografía revelada sobre papel fotográfico debe ser en blanco y negro para poder virarse a sepia, ya que el procedimiento depende de la transformación de los gránulos de plata ennegrecidos que forman la imagen. Para producir el cambio de color, se somete la fotografía a un baño que transforma la plata negra en sulfuro de plata.
En particular, el virado a sepia fue muy utilizado por el movimiento pictorialista, que buscaba otorgar a las fotografías de un aspecto pictórico, es decir, similar al de una obra de arte plástica realizada mediante técnicas tradicionales de pintura.
Las cámaras fotográficas digitales actuales suelen tener la capacidad de virar las fotos a sepia automáticamente, aunque también se pueden virar las imágenes después de capturadas mediante programas de edición digital.